# Pollenia pseudomelanurus
Pollenia pseudomelanurus är en tvåvingeart som beskrevs av Feng 2004. Pollenia pseudomelanurus ingår i släktet vindsflugor, och familjen spyflugor. Inga underarter finns listade i Catalogue of Life.